# Betty Janson
Birgitta (Betty) Katarina Janson, född 2 september 1836 i Bräcketorp, Edsleskogs socken, död 19 juli 1927 i Åmål, var en svensk författare.
Betty Janson var dotter till Hans Jansson i Bräcketorp. Efter föräldrarnas död 1868 flyttade hon till Åmål där hon blev handarbetslärarinna vid folkskolan. 1870 greps hon av andlig väckelse och anslöt till missionsföreningen och nattvardsföreningen i Åmål. Hon arbetade även som söndagsskollärare men fick 1878 avsked från såväl söndagsskollärarbefattningen och den som handarbetslärare, sedan hon tagit avstånd från svenska kyrkans nattvard och hållit söndagsskola under gudstjänsttid om söndagarna. 
Redan under sin tid som handarbetslärarinna skrev hon dikter och berättelser, men först efter 1878 fick hon möjlighet att ägna mer tid åt sitt författande. Debutromanen Hemmets solsken under pseudonymen Betty utkom 1884.